# Antipsychiatrie
 (octobre 2015).
On désigne par le terme antipsychiatrie l'ensemble des courants qui considèrent que la psychiatrie n'est pas une spécialité de la médecine au même titre que les autres et que sa pratique est nuisible autant pour les personnes souffrant de troubles psychiques que pour la société en général.
Historiquement, l'antipsychiatrie s'est montrée très active dans la dénonciation des conditions de vie et de privation de liberté dans les asiles d'aliénés, des diagnostics psychiatriques et, plus récemment, contre certains traitements — notamment électroconvulsivothérapie — pratiqués dans les hôpitaux psychiatriques.
Certaines critiques sont très générales et considèrent tout traitement psychiatrique comme intrinsèquement illégitime et iatrogène. C'est notamment le cas de certains anciens patients devenus antipsychiatriques qui se désignent comme étant des survivants de la méthode psychiatrique plutôt que des patients.
D’autres critiques antipsychiatriques sont, elles, de portée plus restreinte et se focalisent sur certaines modalités de traitement (refus des hospitalisations sous contrainte, par exemple), tout en acceptant que certains traitements psychiatriques (notamment médicamenteux) puissent apporter une diminution de la souffrance et des symptômes des maladies psychiatriques. Certains dénoncent également le fait que la psychiatrie n'aurait pas de réelle base scientifique, et proposent que les neurosciences soient en revanche prises en compte dans les traitements psychiatriques.

## Asile d'aliénés

### Historique et conditions de vie
En Europe, les asiles d'aliénés en tant que tels sont créés pour la plupart au courant du XIXe siècle. La psychiatrie en est à ses balbutiements. Ses précurseurs émettent l'hypothèse que les personnes jusque lors appelées insensées, sont en fait aliénées : la maladie mentale transforme leur fonctionnement émotionnel et cognitif - les aliénant à elles-mêmes ; le but qu'ils se donnent est de découvrir des moyens pour que la part non malade en eux (qu'ils appellent leur raison) puisse se renforcer afin de retrouver un fonctionnement mental normal. Au langage de la faute et du pêché d'hommes et de femmes qui choisiraient de se livrer à leurs passions, les aliénistes considèrent que les aliénés sont des malades qui ont droit à des soins et au respect de leur personne. Les aliénistes comme Pinel et Esquirol cherchent ainsi à améliorer le sort des malades mentaux, à faire sortir les insensés de leur chaînes et à leur enjoindre de rejoindre le monde des êtres doués de raison.

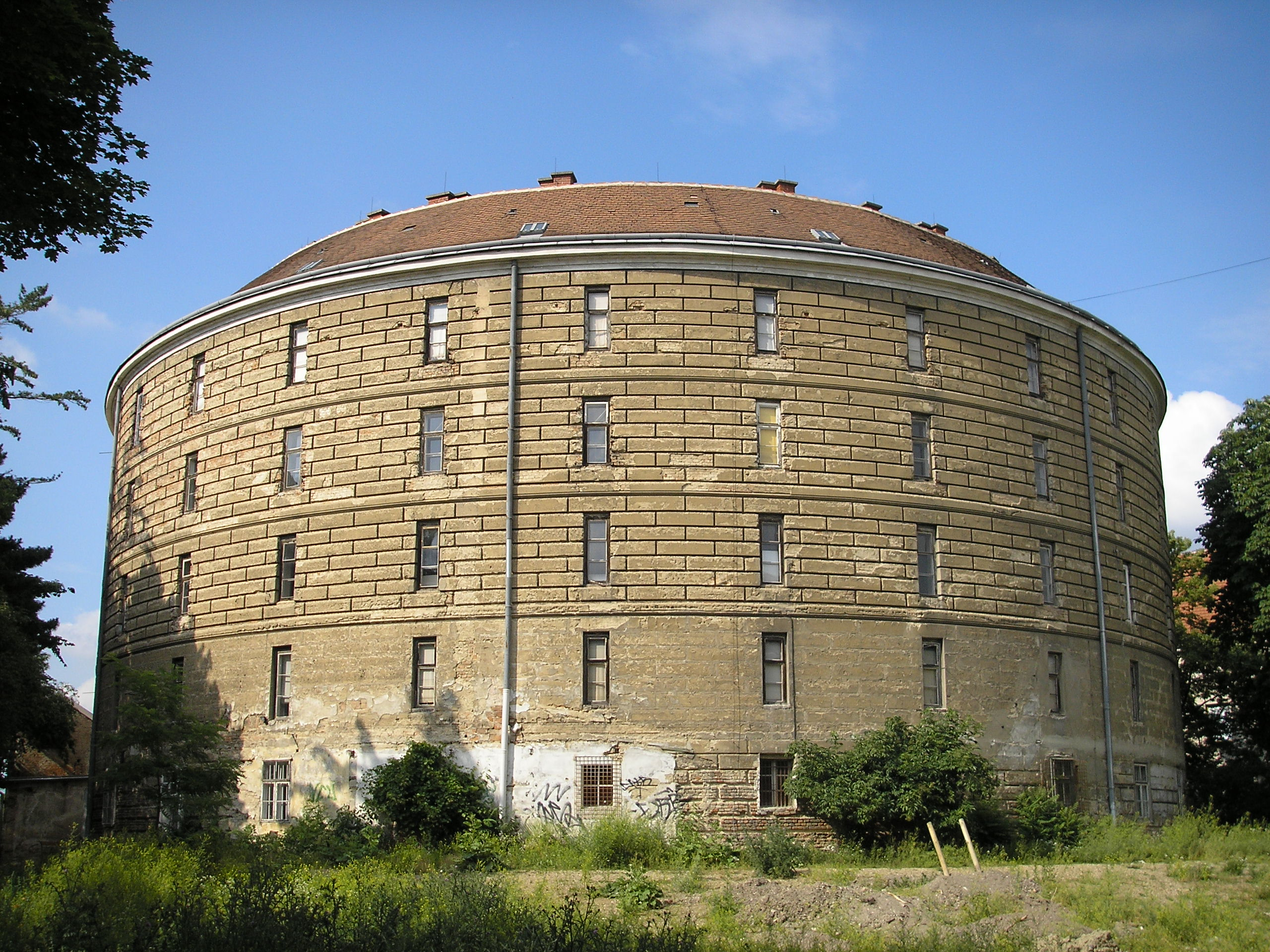
Narrenturm à Vienne. Un des premiers asiles bâti spécifiquement pour les malades mentaux. Construit en 1784.

Malheureusement, si des hôpitaux réservés aux malades mentaux sont créés (les asiles d'aliénés), ces institutions sont essentiellement des lieux de gardiennage, où les malades délirants continuent souvent à être enchaînés ou contraints dans leurs mouvements par des camisoles de force. Les pouvoirs publics ont tendance à octroyer très peu de moyens financiers aux asiles d'aliénés. Le nombre de personnel affecté à ces asiles est généralement très restreint, il est le plus souvent non qualifié. Dans ce contexte, les maltraitances envers les malades sont relativement courantes. Les conditions d'hygiène, la qualité de la nourriture, etc. sont souvent déplorables. Les patients les plus aisés, eux, peuvent soit bénéficier d'une chambre individuelle à l'asile d'aliéné soit faire des séjours dans des maisons de repos privées, mais la majorité des patients est entassée dans de vastes dortoirs et des salles communes qui évoquent l'univers carcéral. Riches ou pauvres, les patients font de très longs séjours dans ces établissements (parfois des dizaines d'années). Se faire interner à l'asile, c'est le plus souvent devoir faire face à des conditions de vie extrêmement difficiles, marquées par la promiscuité, l'enfermement, la séparation d'avec ses proches, la faible probabilité de voir sa symptomatologie diminuer dans un avenir proche. Malgré leur vocation thérapeutique initiale, les asiles d'aliénés sont souvent un haut-lieu de souffrance mentale et physique. Les traitements proposés sont, au mieux, très peu efficaces, au pire, totalement inefficaces et aux conséquences irrémédiables, voire potentiellement mortelles.

### Eugénisme, assassinats et famine
En Allemagne, le régime nazi adhère pleinement à la théorie de la dégénérescence et stérilise de force près de 400 000 personnes[réf. nécessaire] entre 1933 et 1945 dans le but eugénique d'amélioration de la race aryenne. Les personnes victimes de ces stérilisations sont notamment des personnes atteintes de handicap mental, de schizophrénie, de troubles bipolaires ainsi que d'alcoolisme chronique. De janvier 1940 à août 1941, des enfants handicapés ainsi que des handicapés physiques et mentaux sont exterminés (en ce qui concerne les adultes, en grande partie dans le cadre du programme Aktion T4). On estime le nombre de victimes entre 70 000 et 80 000. Si certains psychiatres tentent de résister à cette entreprise criminelle, d'autres y collaborent activement,. Certains responsables de l'Aktion T4 sont jugés lors du procès des médecins qui se tient à Nuremberg du 9 décembre 1946 au 20 août 1947 ; à l'issue de celui-ci Viktor Brack et Karl Brandt sont condamnés à mort et exécutés par pendaison.

## Principales critiques vis-à-vis de la psychiatrie
Durant la décennie 1960-1970, plusieurs psychiatres remettent en cause la prémisse de la psychiatrie classique, qu'ils caractérisent comme répressive. Parmi eux, David Cooper, Thomas Szasz, Giorgio Antonucci, Ronald Laing, Franco Basaglia, Maud Mannoni, Theodore Lidz et Silvano Arieti. Y participent aussi les contributions du philosophe Michel Foucault et du sociologue Erving Goffman.  En 1961 dans son livre Le Mythe de la maladie mentale (The Myth of Mental Illness, 1961), Szasz affirme que la maladie mentale n'existe pas. En 1967, Cooper invente le mot « antipsychiatrie » puis, en 1971, écrit son livre La psychiatrie et l'antipsychiatrie (Psychiatry and Antipsychiatry, 1971),. 

### Caractère insuffisamment scientifique du savoir psychiatrique
Au XIXe siècle, les aliénistes cherchent à asseoir la légitimité de leur savoir sur l'étude organique du cerveau. Ils veulent doter la psychiatrie d'un savoir anatomoclinique et espèrent découvrir des lésions anatomiques précises, causes de symptômes réguliers, à l'évolution habituelle et prévisible. Si ces recherches permettent de mettre à jour le rôle de la syphilis dans la « paralysie générale », ancien nom de la neurosyphilis, en 1913, les effets de tumeurs, de traumatismes crâniens, etc. sur le fonctionnement du cerveau, les maladies mentales n'ont jamais pu être reliées à des lésions anatomiques cérébrales.
Aujourd'hui encore, il n'existe aucun biomarqueur permettant d'établir un diagnostic psychiatrique. Les diagnostics reposent uniquement sur l'examen clinique des patients. Les psychiatres ne peuvent que se baser sur des symptômes observables pour établir leur diagnostic. Les analyses médicales effectuées ont pour but de s'assurer que les symptômes du patient ne sont pas dus à une cause organique (ex. : hallucinations suite à prise de cannabis, extrême fatigue due à une hyperthyroïdie, etc.). Ces analyses sont donc utiles à l'établissement d'un diagnostic différentiel, mais pas à l'établissement d'un diagnostic de maladie mentale en tant que telle. Le diagnostic différentiel peut aussi être mal réalisé (symptômes / facteurs confondants, maladie rare et / ou avancement de la recherche en médecine méconnu des médecins le réalisant).
Le diagnostic psychiatrique s'établit sur l'observation du patient : quelle est son humeur ? est-ce qu'il parle de manière compréhensible ou est-ce qu'il est très difficile à suivre parce qu'il change sans arrêt de sujet (fuite des pensées) ou emploie des termes inventés par lui-même (glossolalie) ? sa pensée est-elle claire ou est-elle désorganisée ? fait-il état d'hallucinations visuelles ou auditives ? arrive-t-il à dormir ou souffre-t-il de troubles de sommeil ? C'est ainsi tout un ensemble d'observations qui permettent d'établir un diagnostic et si un patient choisit de taire certains de ces problèmes ou de les minimiser, cela peut avoir une incidence sur le diagnostic (à court terme du moins). En raison de l'absence de biomarqueur, le diagnostic psychiatrique s'établit en partie comme le résultat d'un dialogue entre médecin et patient.
Cette caractéristique place la psychiatrie dans une situation différente d'autres disciplines médicales et a donné lieu à de très vives attaques. Du fait de la distribution inégale du pouvoir dans la relation médecin-patient, le processus aboutissant à l'établissement d'un diagnostic psychiatrique a été jugé par le mouvement antipsychiatrique comme étant beaucoup trop subjectif et par là-même potentiellement arbitraire,.
À partir des années 1980, ces critiques ont amené la psychiatrie à s'efforcer d'améliorer la fiabilité de ses diagnostics — notamment la fiabilité inter-juges — à travers des grilles d'entretien diagnostic standardisées et le recours à un manuel commun entre les chercheurs (le Manuel diagnostique et statistique des troubles mentaux), manuel qui n'est lui-même pas exempt de critiques.

### Psychiatrie scientifique
Une autre critique sur la psychiatrie est qu'elle ne serait pas, ou pas assez scientifique, notamment parce qu'elle ne se base sur aucune haute technologie et (en dehors des traitements médicamenteux) sur aucun fonctionnement scientifique (pour les diagnostics notamment)[Selon qui ?].
Cependant, certaines hypothèses existent, tels l'hypothèse de la dopamine dans la schizophrénie, le rôle de la sérotonine dans la dépression, le diagnostic du trouble bipolaire par IRM ou le diagnostic de l'anorexie mentale par IRM. Cet argument antipsychiatrie est donc réfuté par ces découvertes, qui sont pour la plupart récentes. 

### La psychiatrie en tant qu'outil de répression politique
Une des idées les plus radicales proposées par l'antipsychiatrie est que la maladie mentale est le fruit d'une oppression politique.
Pour le psychiatre Franco Basaglia notamment, c'est la société qui fabrique les fous : la folie n'existe pas, elle n'est que le symptôme d'une société capitaliste malade. Dans un monde politiquement réformé, la maladie mentale cesserait d'exister. Dès lors, l'institution psychiatrique est un outil de répression politique chargé de réprimer et d'isoler des personnes issues des classes les plus exploitées de la société capitaliste. Pour Basaglia, les symptômes observés chez les patients - salades de mots, mouvements stéréotypés, regards vacants - sont la conséquence directe des relations de pouvoir existant à l'intérieur de l'institution psychiatrique. Les hôpitaux psychiatriques doivent donc disparaître afin que les malades retrouvent tous leurs droits de citoyens dans une société qui pourrait les accueillir et prendre en compte leurs potentialités créatrices. Les soignants se doivent d'accomplir un travail de militantisme politique avec les ex-patients pour les aider à réacquérir la liberté dont ils ont été injustement spoliés. Car tant qu'existera la possibilité d'hospitaliser quelqu'un en psychiatrie, les professionnels de la santé continueront de s'octroyer un rôle de responsables tandis que les patients se sauront soumis à la volonté des médecins.
En Union soviétique, les dissidents ont souvent été soumis à des hospitalisations psychiatriques en l'absence de toute maladie mentale avérée. Ils étaient généralement affublés du diagnostic de schizophrénie torpide, un diagnostic créé en collaboration avec le KGB.

### Études scientifiques sur la psychiatrie
Certaines études ont remis en doute l'utilité ou le bien fondé de la psychiatrie. L’expérience de Rosenhan, menée par le psychologue David Rosenhan en 1973, porte sur la validité du diagnostic psychiatrique. Son étude a été publiée dans la revue Science sous le titre « On Being Sane in Insane Places » (« Être sain dans des lieux qui ne le sont pas »). Elle est considérée comme une critique importante des diagnostics psychiatriques, d'où sa renommée. Une autre étude a démontré que les traitements psychiatriques, y compris l'hospitalisation ou les traitements médicamenteux, n'amélioraient pas le risque suicidaire, voire pouvaient l'augmenter. Certaines études ont confirmé un risque de suicide plus élevé après une hospitalisation sans consentement, dont une étude datant de juin 2019,. Selon une autre étude récente de l'université de Liverpool, les diagnostics psychiatriques de différents troubles mentaux possèdent une hétérogénéité dans leurs critères et peuvent entraver le traitement des patients.

### Soins sans consentement
L'une des principales critiques portées contre la psychiatrie concerne les soins sans consentement (l'autre concernant les médicaments psychiatriques).
En effet, il est possible en France d'enfermer un mineur sur simple demande de ses parents. Pour un adulte, il faut deux psychiatres ou deux personnes agréées, et le juge n'est consulté qu'après douze jours.
Tandis que les personnes antipsychiatries sont souvent contre ces soins sans consentement, les gens évoquent souvent la violence envers autrui, pourtant, d'après la Haute Autorité de santé (HAS), le taux d'homicide causé par les personnes atteintes de troubles délirants ou troubles de l'humeur n'est que de 0,16, contre 1 à 5 dans la population générale. En revanche, selon ce même rapport, une personne sur deux atteinte de ces mêmes troubles fera une tentative de suicide et 10 % en décéderont.
Selon une étude effectuée sur plus de 30 000 cas, relayée en 2009 par Le Figaro, « les malades atteints de schizophrénie, de troubles bipolaires ou de dépression ne sont pas plus violents que les autres. Selon cette vaste enquête, il faut la combinaison de plusieurs facteurs pour entraîner un comportement dangereux. Le fait d'être dépendant à une substance toxique (alcool, cannabis, cocaïne, hallucinogènes, amphétamines) et d'avoir été témoin de scènes de violence entre ses parents (ou d'avoir été abusé sexuellement, ou que l'un de ses parents ait fait de la prison) constituent autant de facteurs qui, additionnés à la maladie mentale, augmentent les risques ». Néanmoins, J.-L. Dubreucq indique dans sa synthèse critique des travaux de Swanson que « même sans abus d’alcool ou de drogue, les personnes ayant un trouble mental grave ont trois à quatre fois plus de risques de commettre un acte violent ».
La psychiatrie en France est notamment critiquée pour ses internements abusifs et forcés (on parle de HDT et HO). Des internautes dénoncent ces pratiques de « soins sous contrainte » aussi appelés « soins sans consentement » (raccourcis en SSC) où il est question de « soigner des gens atteints de maladies psychiatriques ». Ces SSC peuvent être des internements forcés ou des « soins en ambulatoire » (où le patient est contraint de se présenter régulièrement à un CMP ou autre structure médico-psychiatrique). Pour les demandeurs de ces soins (qui ne sont pas les patients eux-mêmes) ils sont justifiés par le fait que le patient peut être dangereux pour lui-même ou pour autrui, justification critiquée par les tenants de l'antipsychiatrie[réf. nécessaire].
Selon l'Inspection générale des affaires sociales en 1985, 44 % des internements « n'étaient pas, en réalité, médicalement « appropriés », soit parce que les troubles psychiques ne justifiaient pas une hospitalisation, soit parce que les intéressés relevaient davantage d'une prise en charge d'ordre social plutôt que médical ».
Le nombre de mesures de soins sans consentement est en augmentation. Selon L'Express en 2001 : « Depuis dix ans, le nombre d'« hospitalisations sous contrainte » a augmenté de 60 %, touchant 40 000 personnes par an. Une triste exception française ».

### Le DSM
Le DSM-5 (Manuel diagnostique et statistique des troubles mentaux) est parfois critiqué, notamment au niveau de ses critères de diagnostic,.

### Médicaments
Bien que certains médicaments aient prouvé leur valeur pour diminuer le risque suicidaire, cela n'est pas systématique (par exemple la Sertraline peut aggraver les comportements violents) et, surtout, il n'existe aucun médicament diminuant l'agressivité.

### Surmédicalisation et soins inappropriés
Par surmédicalisation, on entend un excès de prise en charge médicale sous plusieurs aspects : surdiagnostics, surtraitements, surdétections, stigmatisations, soins et prises en charge exagérés, mais aussi indifférences des psychiatres, corruptions des psychiatres, abus de pouvoir, abus de faiblesse, absence de suivis, mauvais diagnostics, médications inappropriées...

### Violences conjugales
Selon le mensuel féministe Causette, 22 femmes auraient été internées de force en France par leur conjoint violent ces dix dernières années, dont 4 à plusieurs reprises.

## Expérimentations d'autres formes de traitement
Les critiques théoriques de l'antipsychiatrie ont donné naissance dans les années soixante et septante à un certain nombre d'expérimentations, dans le but de mettre en pratique les concepts de l'antipsychiatrie. Parmi ces expérimentations, la communauté de Kingsley Hall et l'école expérimentale de Bonneuil ont connu un grand retentissement. Elles ont contribué aux changements des pratiques de la psychiatrie et ont accompagné la grande évolution de la psychiatrie de cette époque, à savoir la diminution de la longueur et de la fréquence des hospitalisations psychiatriques et le très grand développement des soins psychiatriques ambulatoires.

### L'expérience de Kingsley Hall

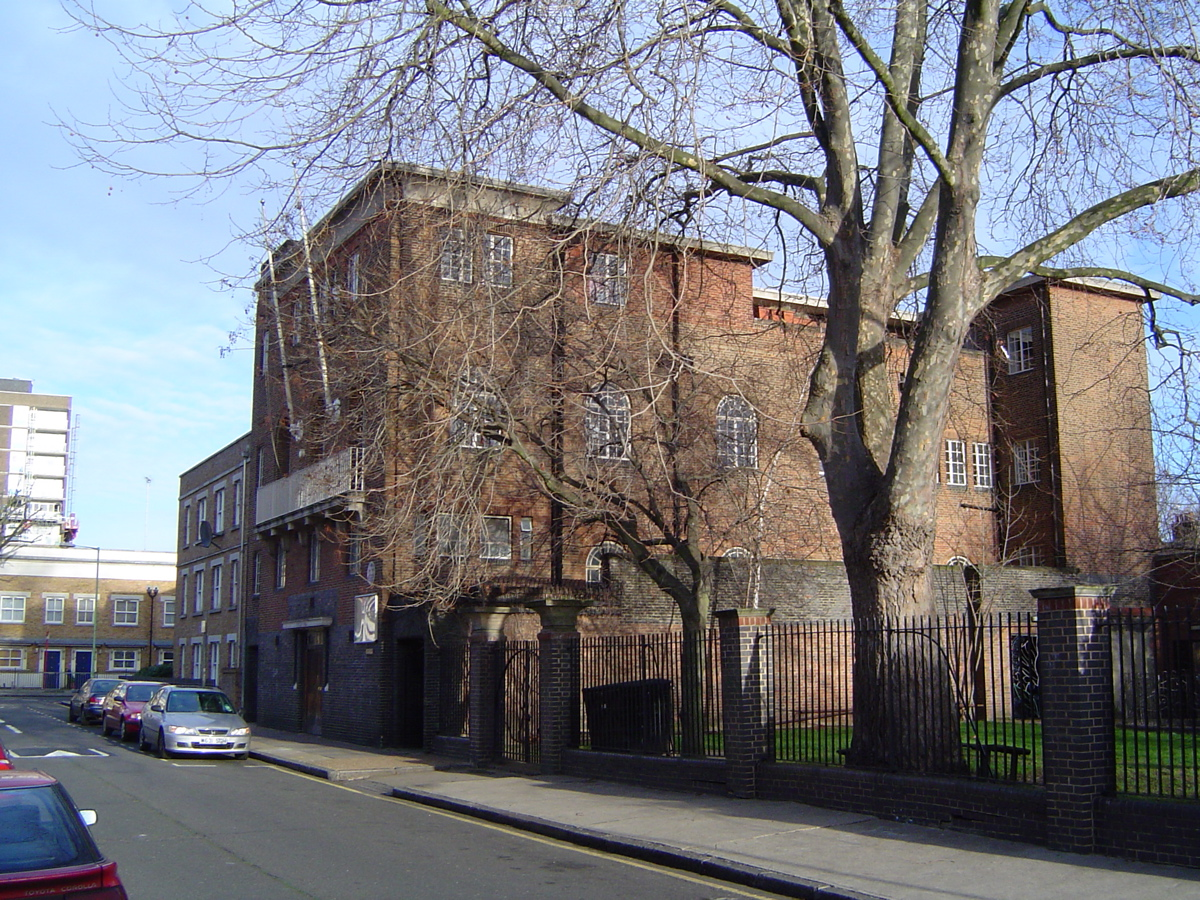
Kingsley Hall

En 1965, les psychiatres Ronald Laing et David Cooper créent une communauté à Kingsley Hall (en) (Londres) dans le but de mettre en pratique leurs idées, notamment leur valorisation de l'expérience psychotique. Pour eux, la personne délirante fait une sorte de voyage mental, témoin d'une réalité autre, un peu à la manière des shamans ou des mystiques. Dès lors, le but de la communauté de Kingsley Hall n'est pas de faire cesser le délire, mais d'accompagner ce voyage en fournissant un lieu de vie approprié. Le délire et les hallucinations sont censés cesser d'eux-mêmes et la personne concernée accéder à un niveau supérieur d'humanité, loin du conformisme étriqué du cadre familial et de la société occidentale.
À Kingsley Hall, il n'y a pas de projet thérapeutique, pas de médicalisation, pas de traitement médicamenteux ou autre. Il n'y a pas de processus d'admission comme dans un hôpital psychiatrique, aucun diagnostic n'est posé. Psychiatres, malades, psychologues et infirmiers vivent en communauté. Chacun est invité à gérer sa vie comme il l'entend. Chacun a la possibilité d'expérimenter des états de conscience modifiés, au besoin à l'aide de drogue, notamment de LSD, que Laing fournissait généreusement. L'expérience dont le livre de Mary Barnes et Joseph Berke, Mary Barnes, un voyage à travers la folie est un témoignage, prend fin en 1970.

### L'école expérimentale de Bonneuil
L'école de Bonneuil-sur-Marne est un des lieux de la psychothérapie institutionnelle française, cofondée par Maud Mannoni en 1969, accueillant des enfants et des adolescents aux troubles sévères et où la vie commune joue un rôle central.

### La fermeture des hôpitaux psychiatriques publics en Italie
La loi Basaglia ou Loi 180 (en italien : Legge Basaglia, Legge 180) est une loi italienne de 1978 sur la santé mentale qui marque une grande réforme du système psychiatrique de ce pays. Elle plaide pour la fermeture de tous les hôpitaux psychiatriques et conduit à leur remplacement progressif par toute une gamme de services communautaires. Le principal promoteur et architecte de cette loi est le psychiatre italien Franco Basaglia. Le Parlement italien a adopté la loi 180 du 13 mai 1978, et a ainsi lancé le démantèlement progressif des hôpitaux psychiatriques. La mise en œuvre de la loi de réforme psychiatrique est réalisée en 1998, ce qui marque la fin du système d'hôpital psychiatrique d'État en Italie.

## Antipsychiatrie contemporaine
Au XXIe siècle, les différentes critiques adressées à la psychiatrie sont reprises par différents auteurs et associations, même si le terme antipsychiatrie n'est généralement pas repris ou revendiqué par les critiques contemporains de la psychiatrie. Le manque de scientificité supposé de la psychiatrie et son rôle de contrôle social restent des thématiques récurrentes. Parallèlement à cela, la psychiatrie est attaquée sous un nouvel angle : les travaux de recherche en psychiatrie seraient beaucoup trop dépendants de l'industrie pharmaceutique. Pour certains, tel Peter Breggin ou Robert Whitaker, cette dépendance a des résultats catastrophiques sur la qualité de la recherche effectuée en psychiatrie, jusqu'à rendre impossible la production d'un savoir scientifique dans ce domaine.

Si la critique de la psychiatrie était auparavant surtout le fait de professionnels de la santé, actuellement la parole des patients et de leurs associations a pris un poids considérable, notamment grâce à l'émergence d'internet et des réseaux sociaux qui leur permettent de diffuser largement leurs points de vue. 

### Associations de défense des droits des usagers de soins psychiatriques

#### Mad pride

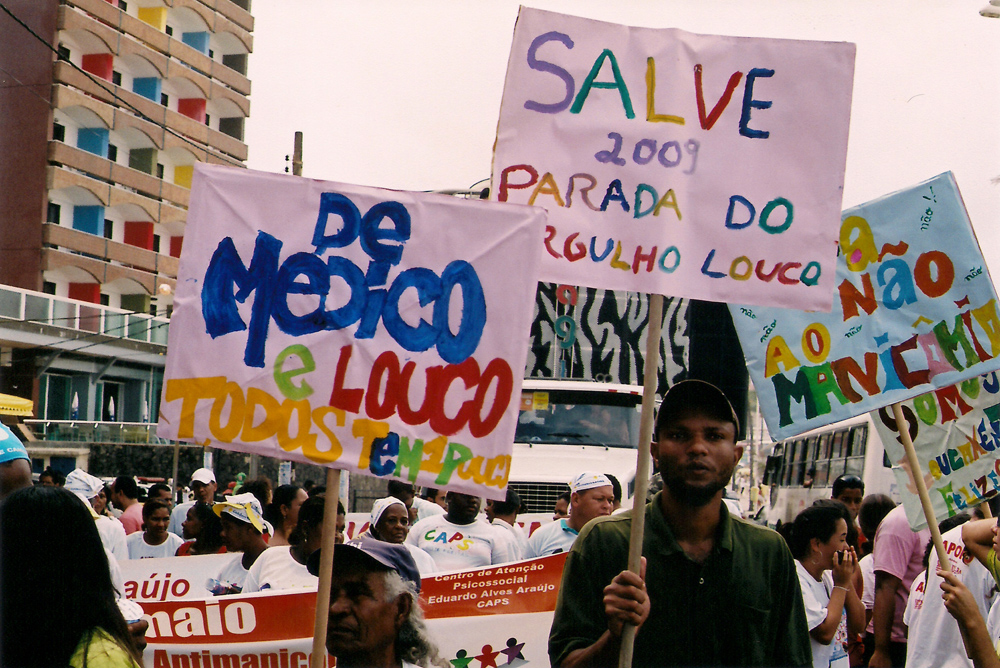
Mad Pride à Salvador, Brésil, en 2009.

La Mad Pride est une manifestation de rue regroupant les utilisateurs actuels et anciens des services de santé mentale et leurs alliés. Le premier événement de ce type, initié par des gens qui se considéraient comme des survivants/consommateurs/ex-patients de psychiatrie eut lieu à Toronto (Canada) le 18 septembre 1993, sous le nom de « Psychiatric Survivor Pride Day ».
À la fin des années 1990, des événements similaires furent organisés à Londres (Royaume-Uni) et dans le monde entier : Australie, Afrique du Sud, États-Unis, attirant des milliers de participants. On Our Own: Patient-Controlled Alternatives to the Mental Health System, publié en 1978 par Judi Chamberlin, est un texte fondateur du mouvement Mad Pride.

### Associations LGBT
Des associations LGBT militent en faveur d'une déclassification des identités de genre — dont par exemple la dysphorie de genre — parmi la liste des classifications des troubles mentaux. Pour les droits et dignité des personnes LGBT qui ont subi la stigmatisation psychiatrique, le 18e principe de Yogyakarta affirme que « en dépit de toute classification allant dans le sens contraire, l'orientation sexuelle et identité de genre d'une personne ne sont pas en soi des maladies et ne doivent pas être traitées, soignées ou supprimées ».

### Combat de la scientologie contre la psychiatrie

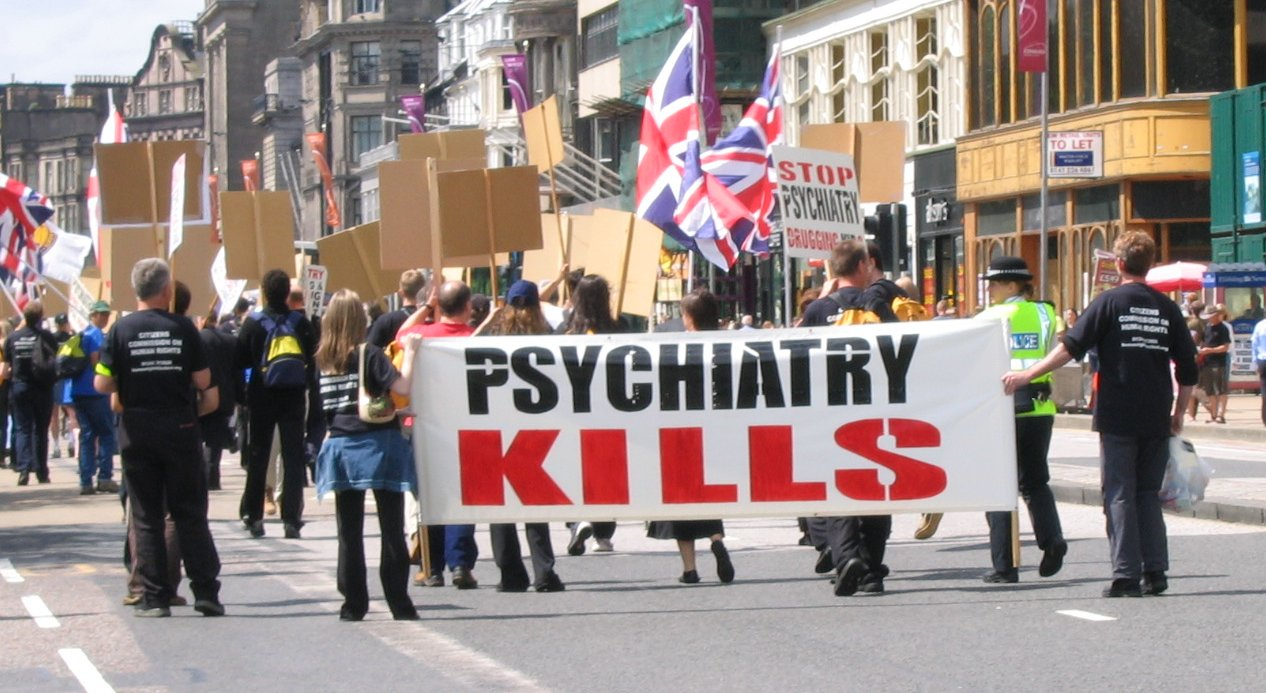
Manifestation contre la psychiatrie par des membres de la scientologie

Depuis la fondation de l’Église de Scientologie en 1952, la doctrine scientologue n'a cessé de s'opposer radicalement aux spécialités médicales que sont les psychiatrie et la psychologie. Pour elle, la psychiatrie est une profession barbare et corrompue. La Scientologie encourage le traitement des troubles psychiques par les médecines alternatives. La Commission des citoyens pour les droits de l'homme (CCDH) a été fondée par l’Église de Scientologie et Thomas Szasz en 1969. Selon la scientologie, les êtres humains seraient des êtres essentiellement divins qui auraient été entachées par des expériences négatives acquises au cours de plusieurs vies. Elle s'oppose à tout traitement psychiatrique, la psychiatrie visant, selon elle, à nier et faire disparaitre ce passé. C'est pourquoi les membres de la scientologie s'engagent à ne pas avoir recours à de tels soins.

## Antipsychiatrie dans la culture

### Films
- Family Life (1971) de Ken Loach
- Vol au-dessus d'un nid de coucou (1975) de Miloš Forman
- Gothika (2003) de Mathieu Kassovitz
- Shutter Island (2010) de Martin Scorsese
- Effets secondaires (2013) de Steven Soderbergh

### Romans ou essais concernant des artistes ou personnalités
- Van Gogh le suicidé de la société, essai d'Antonin Artaud (1947).
- Ken Kesey, Vol au-dessus d'un nid de coucou (roman, 1962).
- L'Homme au magnétophone de Jean-Jacques Abrahams (1969-1976).
- Kate Millett, The Loony-bin Trip, 1990.